# ایرینا کالینینا
ایرینا کالینینا (انگلیسی: Irina Kalinina؛ زادهٔ ۸ فوریهٔ ۱۹۵۹) شیرجه‌رو اهل اتحاد جماهیر شوروی سوسیالیستی بود.